# Nalumino Mundia
Nalumino Mundia (27 novembre 1927 - 9 novembre 1988) est un homme politique et diplomate zambien. Il est Premier ministre de son pays du 18 février 1981 au 24 avril 1985. Il est également ambassadeur de Zambie aux États-Unis, au Brésil, au Pérou et au Venezuela. C'est lors de son poste aux États-Unis qu'il succombe à une crise cardiaque laissant derrière lui sa femme et ses six enfants.